# 沖田彩華
沖田 彩華（おきた あやか、1995年〈平成7年〉10月11日 - ）は、日本のグラビアアイドルであり、アイドルグループNextrigger（ネクストリガー）の元プロデューサー。女性アイドルグループ・NMB48の元メンバー。広島県出身。

## 略歴
2010年
- 9月20日、中学3年生の時に『NMB48オープニングメンバーオーディション』に合格（応募総数7,256名、最終合格者26名）。元々AKB48に憧れており、オーディションを受けることに対し母親の反応は薄かったが、父親の「彩華の人生、受けてみらんね」の助言で受けることを決心した[2]。
- 10月9日、『Visit Zooキャンペーン応援プロジェクト AKB48 東京秋祭り supported by NTTぷらら』でNMB48第1期研究生26名の1人として披露され、活動を開始する。

2011年
- 2月2日、木下百花とともにNMB48劇場公演にデビュー[3]。
- 3月10日、1期生16名によりチームNが結成されたがメンバーに選ばれず、研究生としての活動を続ける[4]。

2012年
- 5月31日、NHK大阪ホールで開催されたコンサートツアー『大阪十番勝負』最終日に、研究生からの昇格とチームMに配属することが発表された[5]。

2014年
- 2月24日、Zepp DiverCity TOKYOで開催された『AKB48グループ大組閣祭り〜時代は変わる。だけど、僕らは前しか向かねえ!〜』において、新設されたチームM副キャプテンに就任することが発表された。

2016年
- 4月27日、NMB48の14thシングル「甘噛み姫」の選抜メンバーに選出された[6]。
- 6月に開催された『AKB48 45thシングル 選抜総選挙』では25位で、アンダーガールズに選出された[7]。前年度圏外からのランクインメンバーでは込山榛香に次ぐ順位となった。
- 10月18日、組閣が行われNMB48チームBIIへの移籍と副キャプテン就任が発表された。

2018年
- 7月20日、NMB48劇場で行われたチームBII公演「恋愛禁止条例」で卒業を発表[8]。
- 9月6日の卒業公演をもってNMB48を卒業。

2021年
- グラビアアイドルに転身し、3月23日にファーストイメージビデオ「あなたに逢ったその日から…」（インターネット・フロンティア）をリリース。

## 人物
- 水泳が得意で、水泳1級を取得している[9]。

### NMB48
- 公式ニックネームは「あーぽん」[10]。
- キャッチフレーズは「皆さん、起きてますか？（起きたー！）　広島県から、あーぽんっとやってきました、あーぽんこと沖田彩華です」。
- 1期生で結成されたチームNのメンバーに選出されず、さらにチームMが発足した際にもメンバーに選ばれなかったため、デビューから昇格までに1年7か月を要した。加入6年目での初選抜は14枚目のシングル「甘噛み姫」で、当初の発表時にはシングル発売日と沖田の初選抜以外は発表されず、選抜メンバー入りが告げられた際の沖田の様子がドキュメンタリー映画『道頓堀よ、泣かせてくれ! DOCUMENTARY of NMB48』に収録されている[6]。このような経歴から、「NMB48の苦労人」として紹介した記事もある[7]。
- 2015年4月3日に行われた山田菜々の卒業公演で、藤江れいなが山田菜々に次のキャプテンを指名され、藤江チームM誕生の同年4月4日から2016年12月25日千秋楽まで副キャプテンを務める。
- 憧れの先輩は前田敦子[11]。

## 参加曲

### シングル選抜曲
NMB48名義
- 「絶滅黒髪少女」に収録
  - 三日月の背中
- 「オーマイガー!」に収録
  - 僕は待ってる
  - 結晶 -「白組」名義
- 「純情U-19」に収録
  - 場当たりGO! - 「アンダーガールズ」名義
  - 努力の雫 - 「白組」名義
- 「ナギイチ」に収録
  - 理不尽ボール - 「アンダーガールズ」名義
- 「ヴァージニティー」に収録
  - 存在していないもの - 「紅組」名義
- 「北川謙二」に収録
  - インゴール
  - 星空のキャラバン - 「白組」名義
- 「僕らのユリイカ」に収録
  - 野蛮なソフトクリーム - 「紅組」名義
- 「カモネギックス」に収録
  - 土砂降りの青春の中で - 「白組」名義
- 「高嶺の林檎」に収録
  - プロムの恋人 - 「白組」名義
- 「らしくない」に収録
  - 右にしてるリング - 「Team M」名義
- 「Don't look back!」に収録
  - 卒業旅行
  - ハート、叫ぶ。 - 「Team M」名義
- 「ドリアン少年」に収録
  - 僕だけのSecret Time - 「Team M」名義
- 「Must be now」に収録
  - Good-bye, Guitar - 「Team M」名義
- 甘噛み姫
  - 恋を急げ - 「Team M」名義
- 僕はいない
  - 最後の五尺玉 - 「Team M」名義
- 僕以外の誰か
  - Let it snow ! - 「Team BII」名義
- ワロタピーポー
  - 普通の水 - 「Team BII」名義
- 「欲望者」に収録
  - 匙を投げるな! - 「Team BII」名義

AKB48名義
- 「ギンガムチェック」に収録
  - あの日の風鈴 - 「ウェイティングガールズ」名義
- 「LOVE TRIP/しあわせを分けなさい」に収録
  - 伝説の魚 - 「アンダーガールズ」名義
- 「シュートサイン」に収録
  - 真夜中の強がり - 「NMB48」名義
- 「＃好きなんだ」に収録
  - 戸惑ってためらって - 「ネクストガールズ」名義
- 「ジャーバージャ」に収録
  - 下手を打つ - 「NMB48」名義

### アルバム選抜曲
NMB48名義
- 『てっぺんとったんで!』に収録
  - てっぺんとったんで!
  - With my soul - 「team M」名義
- 『世界の中心は大阪や 〜なんば自治区〜』に収録
  - 夏の催眠術 - 「Team M」名義
- 『難波愛～今、思うこと～』に収録
  - 難波愛

AKB48名義
- 『ここにいたこと』に収録
  - ここにいたこと - 「AKB48+SKE48+SDN48+NMB48」名義
- 『1830m』に収録
  - 青空よ 寂しくないか? - 「AKB48+SKE48+NMB48+HKT48」名義
- 『サムネイル』に収録
  - 誰が私を泣かせた?

### 劇場公演ユニット曲
チームM 1st Stage「アイドルの夜明け」
- 片思いの対角線（1st UNIT）
- 残念少女（城恵理子のアンダー）
- 愛しきナターシャ（2nd UNIT）

NMB48 研究生公演「青春ガールズ」
- Blue rose

チームBII 2nd Stage「ただいま　恋愛中」
- Faint（加藤夕夏のアンダー）

チームM 2nd Stage「RESET」
- 制服レジスタンス
- 奇跡は間に合わない（木下百花のアンダー）
- 逆転王子様（白間美瑠のアンダー）
- 明日のためにキスを（藤江れいなのアンダー）
- 心の端のソファー（山田菜々のアンダー）

チームN 「ここにだって天使はいる」公演
- ジッパー（吉田朱里のアンダー）

チームBII 3rd Stage「逆上がり」
- エンドロール（日下このみのアンダー）
- 愛の色（内木志のアンダー）
- 抱きしめられたら（黒川葉月のアンダー）

 チームBII 4th Stage「恋愛禁止条例」
- 恋愛禁止条例

チームM 「アイドルの夜明け」公演
- 愛しきナターシャ（磯佳奈江のアンダー）

## 出演

### CM・広告
- 第22回参議院議員通常選挙（2016年、広島県） [12]

## 作品

### イメージビデオ
- あなたに逢ったその日から…（2021年3月23日、イーネット・フロンティア）
- NEW SEASON（2022年4月22日、竹書房）
- オレンジブロッサム（2022年12月27日、エアーコントロール）[13]